# Aegerten
Aegerten – gmina (niem. Einwohnergemeinde) w Szwajcarii, w kantonie Berno, w regionie administracyjnym Seeland, w okręgu Biel/Bienne. 

## Demografia
W Aegerten mieszka 2 210 osób. W 2020 roku 18,1% populacji gminy stanowiły osoby urodzone poza Szwajcarią.

## Transport
Przez teren gminy przebiegają autostrada A6 oraz droga główna nr 6.